# David Helfgott
Pour les articles homonymes, voir Helfgott.
David Helfgott est un pianiste australien né à Melbourne le 19 mai 1947, de parents juifs polonais.

## Biographie
Son éducation musicale débute à l'âge de 5 ans, puis il étudie avec Madame Alice Carrard, ancienne élève de Bartók.
En 1966, il part pour Londres étudier au collège royal de musique avec le professeur Cyril Smith, qui a dit de lui qu'il était son élève le plus doué depuis 25 ans. De nombreuses récompenses suivent dont un récital-examen où Helfgott donne une interprétation remarquable du Concerto pour piano no 3 de Rachmaninov.
En 1970, après avoir donné un concert de gala au Royal Albert Hall, il repart en Australie, mais tombe malade et passe plus de dix ans dans des institutions psychiatriques.
En 1984, il fait un retour triomphal en concert, après avoir rencontré puis épousé Gillian Murray. Dès lors, il effectue des tournées en Australie et en Europe. En 1995, il effectue une tournée à guichets fermés au Danemark et en Allemagne.
David Helfgott et son épouse, Gillian, vivent en Terre promise, une vallée située en Australie, près de Bellingen en Nouvelle Galles du Sud. Gillian Murray a écrit une biographie de David Helfgott, Love You Bits and Pieces, bien vendue, quoiqu'ayant reçu des critiques, notamment de la part de la famille de David, en particulier sur sa présentation de Peter Helfgott, père de David. Gillian Murray a aussi publié en 1996 un livre sur leur vie commune.
Lorsqu'il ne fait pas de piano, David Helfgott aime lire, regarder la télévision, écouter de la musique, s'occuper de ses chats, jouer aux échecs, s'initier à la philosophie et pratiquer la natation. 

## Hommages et influence
Le film Shine (ou Le Prodige au Québec), de Scott Hicks, raconte son histoire ; son personnage est interprété par Geoffrey Rush, qui remporte l'Oscar du meilleur acteur 1997.

## Prix et distinctions
- Finaliste de l'ABC Instrumental et Vocal Competition (6 fois)
- Time for Peace
- Docteur Honoris Causa en musique de l'Université Edith Cowan (Perth, Australie - Occidentale) - Académie australienne des Western Performing Arts (WAAPA)
- Le 26 novembre 2006, David Helfgott a été officiellement installé dans le « Walk of Fame » d' Australie. Lors de la cérémonie, il a exécuté plusieurs morceaux classiques, notamment du Rachmaninoff et l'arrangement pour piano du Vol du bourdon de Rimsky-Korsakov.
- Récipiendaire du Prix Dannreuther pour la meilleure exécution, pour son interprétation du Concerto pour piano n° 3 de Rachmaninov